# Krake (byggnadstyp)
För andra betydelser, se Krake.
Kraken är en traditionell form av byggnad som i dag förekommer i området kring södra Vänern, speciellt på Kållandsö. Väggarna och långsidorna utgörs av ett sammanhängande rakt sadeltak täckt av vass som ligger bunden på en bärkonstruktion av granstockar. Golvet kan bestå av träplankor eller bara jordgolv. Gavlarna är ofta klädda med okantade grova brädor, men ibland är även dessa gjorda av vass. Själva taknocken kan antingen vara belagd med råghalm, eller brädor försedda med s.k. ryttare eller sparrar. Vassbeklädnaden bör ha en tjocklek på mellan 15 och 20 cm, då den blir helt tät för all form av nederbörd samtidigt som detta vasskikt har god isoleringsförmåga. En välbyggd krake anses ha en livstid på ca 50 år utan nämnvärt underhåll.
Kraken har sedan 1800-talet använts som redskapsbyggnad (främst för fiskeredskap) eller som vinterförvaring för båtar. Vassen gör att det finns en god och jämn ventilation och luftfuktighet inomhus. Byggnaden är sval under heta sommardagar och kan också snabbt värmas upp inomhus med enklare värmekällor vid kallt väder. I de fall då byggnaden används som fritidshus, jaktstuga eller liknande, är kraken ofta klädd med innerväggar av trä.
Krakens historia är mycket lite dokumenterad. Den förekommer i områden där tillgången på vass är god och det är rimligt att tro att den har byggts sedan urminnes tider både som redskapsbod, fähus och människoboning. Lokala sägner säger att den i äldre tider också förekom vid Östersjökusten och att kunskapen om hantverket kommit från Finland. Krakens historiska väg skulle alltså gått från Finland till de Östgötska kusterna vidare västerut för att till slut nå Vänerlandskapen och Kållandsö där den fortfarande byggs och används. Vid en inventering av de krakar som gjordes på Kållandsö under 1990-talet noterades krakar som byggts redan under 1800-talets sista år. Dessa har då dock klätts om eller kompletterats med ny vass.